# Venetianska Albanien
Venetianska Albanien (italienska Albania veneta) var ett kolonialt innehav tillhörande Republiken Venedig mellan åren 1420 och 1797 som innefattade delar av dagens Dalmatien, Montenegro och norra Albanien. Det bestod ursprungligen av kustområdet för det som senare blev norra Albanien samt Montenegros kust, men de albanska och södra montenegrinska delarna tappades till Osmanska riket 1571.

### Fotnoter
1. ↑  Albini, Paola. The Great 1667 Dalmatia Earthquake : An In-Depth Case Study.  sid. 69.
2. ↑  Cecchetti, Bartolomeo. sid. 978–983